# ادریس بدلیسی

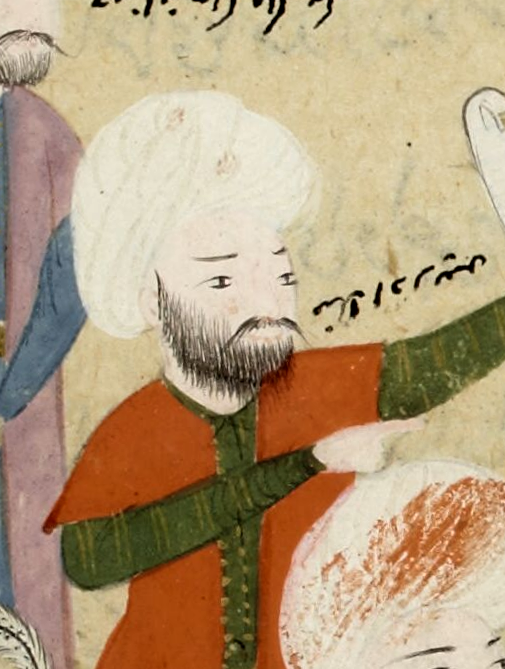
نگاره‌ٔ چهره ادریس بدلیسی

مولانا حکیم‌الدین ادریس بن حسام‌الدین علی (درگذشته ذیحجه ۹۲۶ قمری/نوامبر ۱۵۲۰) معروف به ادریس بدلیسی بود. بر اساس تاریخ مکتوب (از جمله تاریخ معاصر کرد، نوشته دیوید مک داول، ترجمه ابراهیم یونسی، نشر پانیذ، چاپ دوم، ۱۳۸۳) وی کرد نژاد بوده که به علت احترامی که در بین مردم داشت توانست بعد از جنگ شاه اسماعیل صفوی وسلطان سلیم عثمانی با مصلحت‌اندیشی آرامش را به مناطق کردنشین عثمانی برگرداند. وی از نثرنویسان پارسی‌نویس معاصر سلطان یعقوب آق‌قویونلو در ایران و سپس شاه اسماعیل صفوی بوده‌است.
ادریس بدلیسی هم‌چنین در دربار سلطان بایزید دوم و سلطان سلیم اول خدمت کرد. پدر ادریس یعنی حسام‌الدین علی از عارفان زمان خود به‌شمار می‌رفت.
مهم‌ترین اثر ادریس بدلیسی دربارهٔ تاریخ عثمانی و شناخته‌ترین اثر در میان تمام آثارش، کتاب «هشت بهشت» است. هم خود اثر و هم عنوان آن به فارسی است. نثر کتاب هشت بهشت مصنوع و فنی، به پیروی از سبک جهانگشای جوینی و تاریخ وصاف از وصاف‌الحضره است. محتوای کتاب هشت بهشت شامل شرح زندگانی هشت سلطان از سلاطین عثمانی است که از عثمان بیگ غازی آغاز و به سلطان بایزید دوم و جلوس یاووز سلطان سلیم ختم می‌شود.
مقدمه، بهشت اول و بهشت دوم از مجموعه هشت کتاب وی که تحت عنوان «هشت بهشت» در دعا، ثنا و تاریخ هشت پادشاه اول عثمانی است، توسط دکتری مهری پاکزاد عضو هیئت علمی دانشگاه آزاد اسلامی واحد مهاباد به زبان فارسی تصحیح شده و دارای تعلیقات مفصلی است
تصحیح جلد سوم هشت بهشت نیز به پایان رسیده که بزودی چاپ، تصحیح و منتشر خواهد شدکتاب دیگر ادریس بدلیسی سلیم‌نامه نام دارد.